# 이토 히로유키
이토 히로유키(伊藤 裕之)는 스퀘어 에닉스에서 일하는 일본의 게임 프로듀서, 감독 및 디자이너이다. 그는 파이널 판타지 VI(1994), 파이널 판타지 IX(2000), 파이널 판타지 XII(2006)의 감독이자 파이널 판타지 시리즈의 ATB(Active Time Battle) 시스템 창시자로 알려져 있다.

## 작품
- 파이널 판타지 (비디오 게임)
- 파이널 판타지 II
- 마계탑사 사가
- 파이널 판타지 III
- 파이널 판타지 IV
- 파이널 판타지 V
- 파이널 판타지 VI
- 크로노 트리거
- 슈퍼 마리오 RPG
- 파이널 판타지 택틱스
- 파이널 판타지 VIII
- 파이널 판타지 IX
- 파이널 판타지 XII
- 파이널 판타지 V
- 파이널 판타지 VI
- 파이널 판타지 XII
- 머더드: 소울 서스펙트
- 디시디아 파이널 판타지 NT
- 파이널 판타지 XII